# Писанці
Пи́санці — село в Україні, у Синельниківському районі Дніпропетровської області. Входить до складу Покровської селищної громади. Населення становить 108 осіб.

## Географія
Село Писанці знаходиться на лівому березі річки Вовча в місці впадання в неї річки Гайчул, вище за течією на відстані 1 км розташоване село Богодарівка, на протилежному березі річки Гайчул — село Новоскелювате. Поруч проходять автомобільна дорога Н15 і залізниця, станція Мечетна за 4 км.

## Історія
Виникло після столипінської реформи переселенцями з Богодар з первісною назвою хутір Михеєвський, від прізвища власника. Другою була назва Писанці, за прізвищем селян Писанків. Нахву хутір Михеєвський носив до революції, потім прикріпилась назва Писанці. У 1913 році на хуторі в 8 дворах проживало 82 жителі.
До 2016 року орган місцевого самоврядування — Олександрівська сільська рада.
12 червня 2020 року, відповідно до розпорядження Кабінету Міністрів України № 709-р від «Про визначення адміністративних центрів та затвердження територій територіальних громад Дніпропетровської області», увійшло до складу Покровської селищної громади.
19 липня 2020 року, в результаті адміністративно-територіальної реформи і ліквідації Покровського району, село увійшло до складу новоутвореного Синельниківського району.

## Населення

### Мова
Розподіл населення за рідною мовою за даними перепису 2001 року:
| Мова       | Кількість | Відсоток |
| ---------- | --------- | -------- |
| українська | 106       | 98.15%   |
| білоруська | 2         | 1.85%    |
| Усього     | 108       | 100%     |